# Bundesverband Sexuelle Dienstleistungen
Der Bundesverband Sexuelle Dienstleistungen e. V. ist ein im Jahre 2002 in Berlin gegründeter Verein, der fachliche und politische Anliegen und Angelegenheiten für Betreiber von bordellartigen Betrieben und selbständigen Prostituierten wahrnimmt.
Laut der Satzung des BSD setzt sich der Verband „für eine wirtschaftliche Verbesserung der jeweiligen Aktivitäten, für die Beseitigung jeglicher gesetzlicher Behinderungen dieses Gewerbes, für die Förderung des Ansehens von Prostitution und der Betriebe mit sexuellen Dienstleistungen in der Gesellschaft und die Vermittlung eines realistischen Bildes von Prostitution“ ein.
Der Bundesverband Sexuelle Dienstleistungen diente dem Bundesministerium für Arbeit und Soziales als fachlicher Ansprechpartner in Fragen der Prostitution.